# Rozmowa nowych proroków
Rozmowa nowych proroków, dwu baranów o jednej głowie – satyra Marcina Bielskiego wydana w 1566/1567 w Krakowie, wraz z dwoma innymi utworami tego autora: Sen majowy, Sjem niewieści, a według Ignacego Chrzanowskiego powstała przed 1565 rokiem. Spośród tych trzech poematów satyrycznych Rozmowa była najdłużej nieznana i miała nielicznych czytelników, gdyż przez wiele lat znany był tylko egzemplarz przechowywany był w prywatnej bibliotece w miejscowości Okno na Pokuciu, który potem zaginął, zaś wydanie to zachowało się fragmentarycznie. Po raz kolejny satyra ta ukazała się w 1587, w wersji zredagowanej prawdopodobnie przez Joachima Bielskiego, syna Marcina. 
Utwór ma formę wierszowanego dialogu między dwoma baranami o jednej głowie – figurami rzeźby umieszczonej kiedyś w gotyckiej gospodzie na miejscu obecnego krakowskiego pałacu „Pod Baranami”, której narożnym godłem były dwa barany złączone wspólną głową. Tekst wstępu nawiązuje do biblijnej frazy „kamienie wołać będą” z Ewangelii Łukasza oraz do paszkwili w Rzymie. Barany komentują krytycznie wydarzenia polityczne, przechodniów na Rynku Głównym, stany społeczne i grupy zawodowe, broniąc jednak chłopów, a nawet importowane modne stroje i konie włoskie a także „importowane” choroby weneryczne: „francę”.  
Utwór zawiera przesłanie, że skoro nie staje odważnych ludzi głoszących krytykę, muszą to za nich robić rzeźby.  